# La fenice sul rogo
(nota manoscritta in chiusura della partitura autografa)
La fenice sul rogo o vero La morte di San Giuseppe (poi anche semplificato in La morte di San Giuseppe  o anche Il transito di San Giuseppe) è un oratorio in due parti composto nel 1731 da Giovanni Battista Pergolesi, su testo di Antonino Maria Paolucci. Esso (denominato "melodrama" sul libretto) costituisce in pratica il lavoro di esordio del compositore jesino e risale al periodo in cui egli si apprestava a concludere gli studi presso il Conservatorio dei Poveri di Gesù Cristo di Napoli. Il titolo fa riferimento allegorico alla figura di Giuseppe (e di ogni uomo) che, morendo "tra l'incendio infinito d'un inesausto ardore" (l'amore di Dio), risorgerà dalle proprie ceneri, come la fenice, per essere destinato alla vita eterna.

## Vicenda storica
Nel 1731 giungevano a fine per il ventunenne Giovanni Battista Pergolesi i lunghi anni di studio come interno presso il Conservatorio dei Poveri di Gesù Cristo di Napoli, dove non aveva mancato di mettersi in luce, riuscendo anche a pagarsi le spese con attività prestate presso istituzioni religiose e salotti nobiliari, in qualità prima di cantore, poi di violinista. Nel 1729-1730 era stato 'capo paranza' (cioè primo violino) in un gruppo di strumentisti e, secondo la tarda testimonianza di Giuseppe Sigismondo (1739-1826), erano stati soprattutto i Padri Filippini ad utilizzare regolarmente i suoi servigi artistici, così come quelli di altri 'mastricelli' (maestrini) del Conservatorio: fu proprio legata a questo ordine religioso la prima commessa importante che Pergolesi ottenne poco prima dell'uscita dalla scuola, e, il 19 marzo 1731, nell'atrio della loro chiesa napoletana, oggi detta dei Girolamini, dove avevano costituito la Congregazione di San Giuseppe, fu eseguito l'oratorio in due parti su testo di Antonino Maria Paolucci, La fenice sul rogo, o vero La morte di San Giuseppe, il primo lavoro importante scritto dal compositore jesino.

L'oratorio godette di una fortuna abbastanza notevole nel Settecento e nei primi decenni dell'Ottocento, fortuna attestata dal cospicuo numero di partiture ritrovate nelle biblioteche un po' di tutto il mondo. Per lungo tempo si era discusso tra gli studiosi sulla datazione del lavoro (se non sulla stessa correttezza della sua attribuzione a Pergolesi) ed ancora all'epoca della prima incisione discografica, nel 1990, Francesco Degrada non era stato in grado di arrivare a precisarla. Il rinvenimento, in unica copia, di un libretto pubblicato a Napoli nel 1737, ha consentito di portare una parola definitiva sulla questione, in quanto sullo stesso si legge la seguente avvertenza:
Dopo la già accennata esecuzione del 1990, avvenuta presso l'Auditorium "Domenico Scarlatti" di Napoli, sotto la bacchetta di Marcello Panni, con l'Orchestra "Alessandro Scarlatti" di Napoli della RAI, e con Bernadette Manca di Nissa nel ruolo di Maria Santissima, nel 1997 fu anche realizzata dall'AsLiCo di Milano una produzione in forma scenica, sempre diretta da Marcello Panni e per la regia di Pietro Medioli, che fu rappresentata anche a Cernobbio e l'anno successivo in Germania a Bonn. Un'ulteriore ripresa ha avuto luogo al Teatro studio Valeria Moriconi di Jesi, nel 2010, in occasione del Pergolesi Festival di primavera, con l'orchestra Europa Galante diretta da Fabio Biondi e con Sonia Prina nel ruolo di Maria Santissima.

## Aspetti artistici

### Il libretto
Giuseppe di Nazaret è stato a lungo riguardato dalla venerazione popolare come il «Patrono della buona morte». Siccome la sua figura scompare dai Vangeli durante l'età adulta di Gesù Cristo, era stato facile congetturare che fosse morto in famiglia prima dell'inizio della predicazione, e quale morte migliore poteva figurarsi un cristiano se non quella avvenuta tra le braccia della Madonna e di suo figlio? Da qui le preghiere che si rivolgevano al santo, in particolare in occasione della sua festa patronale il 19 di marzo, al fine di impetrare un sereno trapasso. «Il problema della preparazione alla morte [...] - ha osservato in proposito Francesco Degrada, - aveva la massima considerazione nella chiesa e nella società napoletana del Settecento. La morte non era devoluta alla solitudine del privato, ma era considerata un evento sociale (concretamente, si moriva in pubblico, circondati dall'affetto e dalla solidarietà dei familiari, degli amici, dei vicini); pertanto una vasta serie di istituzioni religiose svolgeva quotidianamente un'opera di educazione morale che aveva come finalità ultima, appunto, la "preparazione alla buona morte". In questo contesto – nella sua specifica funzione pratica di ammaestramento teologico e di edificazione spirituale – deve essere considerato anche questo oratorio». Il libretto si deve ad Antonino Maria Paolucci, secondo Domenico Ciccone egli stesso un padre filippino, figura abbastanza oscura, ma certamente fornita di ambizioni poetiche consolidate, e tratta della morte del santo che si descrive aver luogo con il conforto della Madonna, dell'arcangelo Michele in funzione di psicopompo, e dell'Amore Divino (in sostituzione di Gesù Cristo). Il testo presenta un valore letterario tutt'altro che eccelso e «alle orecchie contemporanee suona non poco ridicolo, infarcito com'è di arcadismi e languori barocchi (basti pensare che la Madonna canta recitativi del tipo "Come ingemma vezzosa l'alba de' regni Eoi l’auree contrade, sì sparge perle un sì bel dì, che cade")». In tutto l'arco dell'oratorio non succede praticamente niente: «La situazione - rileva Degrada, - è immobile: Giuseppe che affronta serenamente la morte è confortato dagli altri tre personaggi che lo indicano ad edificazione del pubblico come esempio insigne di fermezza, di serenità, di fede nell'affrontare il passo estremo, come Fenice – per riprendere una metafora che percorre tutto l'oratorio – egli muore per rinascere dalle sue stesse ceneri nello splendore della gloria divina.» L'oratorio si articola in due parti, che erano probabilmente inframezzate da un sermone destinato ad esplicitare ulteriormente il carattere religioso-teologico dell'opera.

### Caratteri musicali
Dal punto di vista musicale, l'oratorio è caratterizzato da una «sontuosa strumentazione (tra le più raffinate che Pergolesi abbia mai utilizzato), comprendente, oltre le quattro voci, 2 flauti, 2 oboe, 2 corni, arciliuto, viola d'amore, archi e basso continuo».
L'oratorio si articola come segue:
- una sinfonia tripartita
- 14 arie
- un duetto
- un terzetto
- un quartetto finale
- un recitativo accompagnato
- recitativi secchi.

La distribuzione dei ruoli aveva caratteristiche diverse da quelle in uso nel melodramma contemporaneo. La gerarchia appare chiara: Giuseppe e Maria ricoprono rispettivamente il ruolo di 'primo uomo' e di 'prima donna', San Michele è una 'seconda parte', mentre l'Amor Divino è un ruolo secondario. I primi due sono affidati a una voce di tenore e ad una di contralto, cosa che non sarebbe stata concepibile nell'opera seria, mentre le altre due sono soprani. Al 'primo uomo' spettano quattro arie, più il recitativo accompagnato e la partecipazione a tutti e tre gli ensemble; alla 'prima donna' e a San Michele spettano egualmente quattro arie, oltre alla partecipazione a due degli ensemble; all'Amor Divino sono affidate due arie e prende parte al terzetto e al quartetto finale. Anche la strumentazione delle arie conferma la gerarchia:

## Registrazioni
| Anno | Cast (nell'ordine: San Giuseppe, Maria Santissima, San Michele, Amor Divino)      | Direttore, Orchestra, Note                                                                    | Edizione                       |
| ---- | --------------------------------------------------------------------------------- | --------------------------------------------------------------------------------------------- | ------------------------------ |
| 1990 | Michele Farruggia, Bernadette Manca di Nissa, Maria Angeles Peters, Patrizia Pace | Marcello Panni, Orchestra "Alessandro Scarlatti" di Napoli della RAI (registrazione dal vivo) | CD Hommage Catalogo: 7001836-2 |